# Bioelektromagnetismus
Die Wechselwirkungen des Biomagnetismus und der Bioelektrizität bezeichnen die elektromagnetischen Phänomene, die aufgrund von Aktionsströmen in Zellen von Lebewesen entstehen.
Mit dem Elektroenzephalogramm (EEG) und dem Elektrokardiogramm (EKG) gehört die Untersuchung dieser Signale zu den wichtigen Methoden in der medizinischen Diagnostik. Die entsprechenden magnetischen Messungen heißen Magnetoenzephalogramm (MEG) und Magnetokardiogramm (MKG).
Die Anfänge dieses Forschungsgebiets liegen im 18. Jahrhundert bei den Experimenten Luigi Galvanis zur tierischen Elektrizität (Galvanismus) und Folgearbeiten von Medizinern wie Christoph Heinrich Pfaff, Augustus Desiré Waller und Willem Einthoven.